# Yung Lean
Yung Lean, właściwie Jonatan Leandoer Håstad (ur. 18 lipca 1996 w Sztokholmie) – szwedzki raper.

## Życiorys
Urodził się w Szwecji, jako syn Kristoffera Leandoera i Elsy Håstad. Gdy miał 8 miesięcy przeprowadził się z rodziną na Białoruś powracając do ojczyzny w wieku 5 lat. Płynnie mówi po szwedzku, angielsku i hiszpańsku. Potrafił też mówić po rosyjsku, jednak stracił tą umiejętność po powrocie do Szwecji. W czasie nauki w szkole średniej często miał kłopoty z powodu brania narkotyków i malowania graffiti. Pracował w lokalnym McDonald’s. Rzucił szkołę, gdy miał 16 lat. Pseudonim sceniczny Yung Leana pochodzi od jego imienia, ale także od Leanu — syropu z kodeiną. Zyskał sławę dzięki utworowi Ginseng Strip 2002, który napisał mając zaledwie 15 lat. W 2013 wydał mixtape, zatytułowany Unknown Death 2002. Na przestrzeni lat udostępnił kilka singli w serwisie YouTube pod etykietą SadBoys. Latem 2014 wydał swój pierwszy album studyjny, zatytułowany Unknown Memory. Po ponad roku wydał kolejny studyjny album pt. Warlord spod szyldu wytwórni year0001. W marcu 2016 rozpoczął trasę koncertową po całym świecie (także dwa koncerty w Polsce), którą zaczął w Filadelfii, a skończył 6 czerwca występem w Kopenhadze. 2 listopada 2018 wydał album pt. Poison Ivy. W następnych latach wydał między innymi mixtape Stardust (2022) i album Jonatan (2025).
Wydaje też muzykę poza-rapową - połączenie indie rocka i neofolku pod pseudonimem Jonatan Leandoer96. Jest też wokalistą post-punkowego zespołu Död Mark, który tworzy z jednym z członków Sad Boysów, Yung Gudem.

## Życie prywatne
Był uzależniony od leanu, alprazolamu, marihuany i kokainy. Zdiagnozowano u niego zaburzenia afektywne dwubiegunowe w 2017 roku i przyjmuje leki na tę chorobę.

## Dyskografia

### Albumy studyjne
- Unknown Memory (2014)
- Warlord (2016)
- Warlord Deluxe (2016)
- Stranger (2017)
- Poison Ivy (2018)
- Starz (2020)
- Psykos (2024)
- Jonatan (2025)

### Mixtape’y
- Lavender EP (2013)
- Unknown Death 2002 (2013)
- Frost God (2016)
- Total Eclipse (2019)
- Stardust (2022)

### Single
- Ginseng Strip 2002 (2013)
- Marble Phone (2013)
- Kyoto (2013)
- Motorola (2014)
- Red Bottom Sky (2017)
- Skimask (2017)
- Hunting My Own Skin (2017)
- Metallic Intuition (2017)
- spider feet (2018)
- Crash Bandicoot (2018)
- ghostface / shyguy (2018)
- First Class (2019)
- Blue Plastic (2019)
- Boylife in EU (2020)
- Violence (+ Pikachu) (2020)
- Trip (2022)

### Gościnne występy
- Bladee – Bladeecity (2013)
- Robb Banks – Flexin (2013)
- Bones – PixelatedTears (2013)
- Denzel Curry – Bitch Named Bitch (2013)
- Yung Gleesh – It’s Sad Boy (2013)
- Bladee – Blood Rain (2014)
- Thaiboy Digital – Diamonds (2014)
- Gucci Mane – Prom Night (2015)
- MONYPETZJNKM – Tokyo Drift (2015)
- Bladee – Creepin (2015)
- Adamn Killa – Ten (2016)
- Riff Raff – Always Up(2016)
- Luckaleannn – To me (2016)
- Bladee – 50SACINMYSOCIDGAF (2016)
- Uli K – Schemin (2016)
- Bladee – MJ (2016)
- Bladee – First Crush (2017)
- Thaiboy Digital – Can’t Trust (2017)
- Bladee – Lordship (2017)
- LoLife Blacc – Back at It (2017)
- Yung Bans – No Mercy (2017)
- Bladee – Cherry Bracelets (2017)
- Varg – Red Line (127 Sätra C) (2017)
- Bladee – Gotham City (2017)
- Sami Baha – When the Sun’s Gone (2018)
- Adamn Killa – The One (2018)
- Yayoyanoh – Sci Fi (2018)
- D33J – 10K Froze (2018)
- Bladee – Inside Out (2018)
- ECCO2K – 1:1 (2019)
- Thaiboy Digital – Legendary Member (2019)
- Wondha Mountain – Divine Madness (2019)
- Travis Scott – PARASAIL (2023)
- Charli xcx, robyn - 360[14]

## Wybrane teledyski
- Nekobasu (2013)
- Greygoose (2013)
- Ginseng Strip 2002 (2013)
- 5th Element (2013)
- OreoMilkShake (2013)
- Racks on Racks featuring Thaiboy Digital (2013)
- Hurt (2013)
- Solarflare (2013)
- Plastic Boy featuring Bladee (2013)
- Kyoto (2013)
- Motorola (2014)
- Yoshi City (2014)
- Emails (2014)
- Blood Rain (2014)
- Gatorade (2014)
- Sandman (2014)
- Volt (2014)
- Blinded (2014)
- Diamonds (2015)
- Roses (2015)
- Tokyo Drift (2015)
- Hoover (2015)
- Ghostrider (2016)
- Miami Ultras (2016)
- Afghanistan (2016)
- Sippin featuring ManeMane4CGG (2016)
- Highway Patrol featuring Bladee (2016)
- Eye Contact (2016)
- Hennessy & Sailor Moon featuring Bladee (2016)
- Metallic Intuition (2017)
- Red Bottom Sky (2017)
- Happy Feet (2018)
- friday the 13th (2018)
- First Class (2019)[15]
- Blue Plastic (2019)
- Trip (2022)
- Bliss (2022)
- Forever Yung (2025)